# Ian Smith (rugbista 1944)
Ian Sidney Gibson Smith (Dundee, 16 giugno 1944) è un ex rugbista a 15 che a livello internazionale rappresentò sia la Scozia, suo Paese d'origine, sia Hong Kong, dove prestava servizio al seguito dell'Esercito britannico in cui era arruolato.
Fu il primo estremo a marcare una meta per la Scozia e, nonostante la sua breve carriera internazionale, fu determinante per la vittoria sul Sudafrica in tour; vanta anche la Calcutta Cup nel Cinque Nazioni 1970.

## Biografia
Nativo di Dundee, compì gli studi superiori presso la George Heriot's School di Edimburgo, dove iniziò a giocare a rugby; si iscrisse poi all'Università di Edimburgo per gli studi di odontoiatria; laureatosi dentista si arruolò nel corpo medico dell'British Army, e divenne titolare dei Combined Services, la squadra di rugby delle forze armate congiunte, mentre a livello di club civile militava nel London Scottish.
Guadagnò la convocazione per la Scozia grazie a circostanze che egli stesso definì «fortunate»: la squadra era stata falcidiata dagli infortuni e i selezionatori federali lo avevano messo sotto osservazione quando, durante un warm-up della nazionale contro i Combined Services, Smith aveva realizzato tutti i punti della squadra militare, seppur sconfitta.
Il 6 dicembre 1969 fu quindi schierato titolare a Murrayfield contro il Sudafrica, nelle Isole britanniche per il suo tour e l'esordiente Smith marcò una meta e un calcio piazzato con cui la formazione di casa batté 6-3 gli Springbok.
La sua carriera internazionale fu altalenante per via della sua tendenza ad acquistare peso a causa delle sue abitudini alimentari, comunque fino al 1971 fu convocato in squadra, riuscendo anche a conseguire significativi primati: fu il primo estremo scozzese, all'esordio, a marcare una meta internazionale e il primo in assoluto a marcarne due nei primi due incontri (la seconda fu contro la Francia nel Cinque Nazioni 1970).
Nel 1971, nonostante una spalla infortunata, non declinò la chiamata contro il Galles nel timore di non essere più convocato, ma scelse deliberatamente di trovarsi in posizione di non dover essere il primo placcatore: alla fine del torneo, tuttavia, decise di chiudere la carriera internazionale per evitare di dover ogni volta scegliere tra il rischio di perdere il posto in squadra o l'eventualità di un infortunio grave qualora in campo in imperfette condizioni fisiche.
Chiese quindi il trasferimento all'estero per non dover più rispondere alle convocazioni, e fu destinato a Hong Kong; lì, tuttavia, gli fu proposto dalla locale federazione rugbistica di rappresentarla a livello internazionale nel corso del campionato asiatico 1972 che l'allora colonia britannica ospitava in casa propria; Smith scese in campo per Hong Kong per diversi incontri tra cui il test match contro il Giappone valido come finale di quell'edizione di campionato, perso 0-16.
Tornato in Gran Bretagna, stabilì a West Norfolk la sua attività di dentista e giocò fino all'inizio degli anni ottanta.
Nel 2019 diede alle stampe la sua autobiografia, A Full-Back Slower than Your Average Prop (Un estremo più lento del vostro pilone medio), in cui in maniera autoironica narra della sua esperienza nel rugby dilettantistico dell'epoca e di come, a dispetto della tecnica non eccellente e molti limiti tecnici e caratteriali, riuscì ad avere una carriera di rugby di primo livello.